# Allium tchihatschewii
Allium tchihatschewii är en amaryllisväxtart som beskrevs av Pierre Edmond Boissier. Allium tchihatschewii ingår i släktet lökar, och familjen amaryllisväxter. Inga underarter finns listade i Catalogue of Life.